# 莱兰山
莱兰山是掸邦高原的一座山。“莱兰”为掸语“秃山”之意。其位于缅甸掸邦，距离朗科以南约75公里，距离贺猛西南约15公里。该山是缅泰边界众多山丘的一部分。